# Georges Guichard
Georges Guichard est un ingénieur, philanthrope et érudit français né à Feurs le 20 juillet 1868 et mort dans la même ville le 23 novembre 1955.

## Jeunesse et vie parisienne
Georges Guichard est né à Feurs le 20 juillet 1868. Il est le fils de Jean-Marie Guichard et de Catherine Martin. Il est issu d'une célèbre famille forézienne d’épiciers depuis 1864, établie place Grenette (aujourd’hui place Geoffroy-Guichard). Il est le deuxième fils d’une famille de quatre enfants : Geoffroy (né en 1867), lui-même, Claude (né en 1872) et Laurence (mort-née en 1885).
Alors que son frère quitte rapidement les études, lui les poursuit au lycée Saint-Rambert (actuel lycée Jean-Perrin de Lyon). Pendant que son illustre aîné Geoffroy se lance dans le commerce avec succès et que Claude reprend l’épicerie familiale, Georges poursuit sa formation en entrant en classe préparatoire aux grandes écoles.
Il est ainsi reçu à Centrale Paris (Promotion 1890), malgré le mécontentement de son père qui trouve que 69e sur 200, ce n’est pas brillant. Il fait partie de la première promotion d’ingénieurs électriciens et sort à un meilleur rang qu’il n’était entré. Cela lui vaut d’être remarqué par la société Thomson. Il n’échappe cependant pas à son service militaire. Devenu ingénieur par la suite, il se voit confier par Thomson la mission de veiller sur l’éclairage de l’Élysée, de l’Opéra et du Châtelet. Il côtoie alors les milieux artistiques foisonnants de la Belle Époque, dont le metteur en scène Aurélien Lugné-Poe. Le théâtre d’avant-garde est une de ses passions et, bénéficiant d’une bonne situation chez Thomson, il consacre une bonne partie de ses revenus au mécénat. C’est ainsi qu’il finance même la La Revue blanche. Cette revue d’avant-garde (1899-1903), avec une sensibilité anarchiste, a joué en France un rôle important dans les débats politiques de l’époque.

## Retour à Feurs
Néanmoins, en 1899, il vient de dépasser la trentaine et n’est pas encore marié. La vie parisienne étant peu compatible avec une vie de famille, fidèle aux traditions bourgeoises, il revient à Feurs et épouse Léonie Nigay (1878-1928). C’est un parti solide, car ses parents sont à la tête d’une entreprise de féculerie. Le couple s’installe avenue de la Gare). Georges Guichard travaille donc dans l’entreprise Nigay où il développe les recherches sur le glucose avec ses deux beaux-frères.
Il rachète la maison forte de Jas en 1920 et y entreprend des travaux de restauration, durant de nombreuses années, parce qu’elle est tombée en ruines. De plus, il acquiert, dans les années suivantes, un certain nombre de domaines dans la plaine du Forez.

## Implication dans la culture locale
Parallèlement à cette activité industrielle et foncière, il s’implique fortement dans la vie culturelle forézienne, surtout après la mort de sa femme en 1928. Georges Guichard devient membre éminent de la Diana, la prestigieuse Société historique et archéologique du Forez, où il rencontre, en 1928, le comte de Neufbourg, Édouard Perroy (professeur à l’Université de Lille, puis à la Sorbonne), Jean Dufour (auteur du Dictionnaire topographique du Forez). Marguerite Gonon se joint au groupe en 1934,.
Avec tous ces collègues chercheurs en histoire médiévale, il se lance dans le grand projet de la publication des documents foréziens anciens que sont les Chartes du Forez antérieures au XIVe siècle. C’est d’ailleurs à la maison forte de Jas qu’ils se réunissent pour travailler sur ce projet. Georges Guichard participe, au total, à l’édition des 14 premiers volumes entre 1933 et 1954. Il finance dans sa quasi-totalité ce travail, publié par le biais de la fondation qu'il crée et qui portera ensuite son nom.
L'entreprise des Chartes du Forez est une œuvre monumentale qui a été continuée après lui pour aboutir en 1980, au bout de 50 ans, à un ensemble de 24 volumes. Le caractère exceptionnel de cette entreprise a été reconnu et salué par les médiévistes. Dès le tome VIII, Charles Samaran écrit dans son compte rendu : « Il s'agit, en effet, d'un véritable monument élevé au passé médiéval d'une région française et tel qu'il en faut souhaiter un semblable à chacune d'elles. L'idée directrice en est excellente… » Et en 2015, avec un recul de presque quarante ans, Olivier Mattéoni déclare encore : « On ne dira jamais assez le travail remarquable accompli par cette équipe grâce au mécénat de Georges Guichard et de sa fondation. Les vingt-quatre tomes des Chartes du Forez constituent quelque chose d'assez unique dans le domaine de l'édition et de l'érudition. »
En outre, alors que le musée de Feurs est fondé en 1926, le maire Antoine Drivet réunit un comité provisoire présidé par Georges Guichard en décembre 1929. Les premiers statuts des Amis du musée de Feurs sont ensuite officialisés le 23 mars 1931. Autour de Georges Guichard,, le premier bureau réunit, à Feurs, Messieurs Delomier, Lucien Nigay, Maurice et Philips au rez-de-chaussée du couvent des Minimes.
Il a offert en 1934 l'orgue de l'église de Feurs.
Par la suite, il devient également président d’honneur de la Diana. Avec son frère Geoffroy et Henri Ramet, il est réellement l’historien de Feurs. Leur ouvrage, Histoire de Feurs (1927), demeure encore aujourd'hui un écrit de référence. Les frères Guichard offrent au nouveau musée de Feurs leurs droits d'auteur sur la vente de l'ouvrage.

## Un mécène généreux
Sans postérité, Georges Guichard est aussi connu pour avoir fait preuve d’une grande générosité agissante et éclairée à l’égard de la population de Feurs. Il a toujours agi avec discrétion. Voici une liste non exhaustive de ces dons et legs : 
- 200 000 francs aux hospices de Feurs pour la création d’une maternité ;
- 300 000 francs auprès des hospices de Feurs pour la création d’une clinique ;
- 130 000 francs à la Diana pour la publication et le classement de ses archives ;
- 100 000 francs au Musée de Feurs ;
- 50 000 francs par an pour la publication des Chartes du Forez ;
- 50 000 francs par an pour des subventions à des élèves des grandes écoles : paiement des pensions, des vacances, des croisières Budé, des livres…
- Subvention aux études des patois du Forez ;
- Financement de fouilles archéologiques (paie des salaires des fouilleurs et publications), comme la source romaine de Salt-en-Donzy[13] ;
- Un terrain de 40 ha environ à Cleppé, légué aux hospices de Montbrison.

## Résistance et fin de vie
Georges Guichard n’engage pas de carrière politique, si ce n’est une dizaine de participations au conseil municipal de Feurs, en particulier pendant le mandat de Maxime Geny (1940-1944), durant la Seconde Guerre mondiale. Il accepte de faire partie de cette délégation spéciale qui administre la ville et qui constitue une bonne couverture. Cela lui sert d’alibi puisqu’il joue un double jeu.
En effet, il est membre de la Résistance française ; il prend le pseudonyme de « l’oncle Georges » durant cette période. Il accueille temporairement son ami de longue date, Édouard Perroy, qui a dû fuir la Sorbonne en 1943, se sentant menacé. En utilisant ses propriétés foncières, il aide surtout à cacher des clandestins qui fuient le Service du travail obligatoire. De plus, il profite de sa participation à cette délégation spéciale pour faciliter la confection de faux papiers.
Il fait de nombreux dons à la ville de Feurs, notamment la villa située avenue de la Gare pour loger le chirurgien de l’hôpital.
Il s’éteint à Feurs le 23 novembre 1955 ; il est enterré dans le petit cimetière de Jas.

## Hommages et distinctions
- Chevalier de la Légion d'honneur (4 février 1938), puis officier (20 mars 1950)[16].
- Une rue de Feurs porte son nom.
- Manuel d'études foréziennes. Hommage à Georges Guichard, Mâcon, 1947, 291 p.

## Fondation Georges-Guichard
La fondation Georges-Guichard, créée et financée par Georges Guichard pour assurer l'édition des Chartes du Forez, a édité également ou soutenu financièrement d'autres ouvrages intéressant l'histoire du Forez, comme le Dictionnaire topographique du Forez et des paroisses du Lyonnais et du Beaujolais formant le département de la Loire de Jean-E. Dufour, Mâcon, 1946 ou Les Institutions et la société en Forez au XIVe siècle d'après les testaments de Marguerite Gonon, 1960.
Aujourd'hui, la fondation est sous la responsabilité de l'Université catholique de Lyon.